# Espadanedo, Edroso, Murçós e Soutelo Mourisco
Espadanedo, Edroso, Murçós e Soutelo Mourisco (llamada oficialmente União das Freguesias de Espadanedo, Edroso, Murçós e Soutelo Mourisco) es una freguesia portuguesa del municipio de Macedo de Cavaleiros, distrito de Braganza.

## Historia
Fue creada el 28 de enero de 2013 en aplicación de una resolución de la Asamblea de la República de Portugal promulgada el 16 de enero de 2013 con la unión de las freguesias de Edroso, Espadanedo, Murçós y Soutelo Mourisco, pasando su sede a estar situada en la antigua freguesia de Espadanedo.

## Demografía
| Gráfica de evolución demográfica de Espadanedo, Edroso, Murçós e Soutelo Mourisco entre 2011 y 2021 |
| |
| Datos según el nomenclátor publicado por el INE portugués.                                          |